# セルビア・クライシス
『セルビア・クライシス』（Краљ Петар Први）は2018年のセルビア・ギリシャの戦争映画。監督はペータル・リストフスキー、出演はラザル・リストフスキーとミラン・コラクなど。第一次世界大戦下のセルビア王国とその国王ペータル1世を描いている。原作はミロヴァン・ヴィテゾビッチの1994年の小説『Чарапе краља Петра（国王ペータルの靴下）』。
第92回アカデミー賞の国際長編映画賞のセルビア代表に選出されたがノミネートには至らなかった。
日本では劇場公開されず、2021年5月27日にWOWOWで『セルビア・クライシス〜1914バルカン半島の危機〜』のタイトルで放映された後、同年9月3日に『セルビア・クライシス』のタイトルでDVDが発売された。

## ストーリー
1914年6月28日に起きた「サラエボ事件」でオーストリア＝ハンガリー帝国の皇位継承者が暗殺されたことをきっかけに、帝国はセルビアに宣戦布告し、第一次世界大戦が勃発する。事件の4日前に次男アレクサンダル王太子に行政権を譲っていた国王ペータル1世は復職を請われ、戦地の司令部に合流する。
地方の小さな村で暮らしていた青年マリンコは母マクレナを残して従軍する。軍隊経験のないマリンコは同じ部隊の兵士ジオータの助けで何とか戦場で生き残る。そんな中、マリンコは帝国軍に家族を皆殺しにされた幼い少年モムチロと出会う。帰る場所のないモムチロはマリンコらと行動をともにし、帝国軍と戦う。モムチロの存在を知ったペータル1世はモムチロを直々に伍長に任じる。
圧倒的な戦力の差でセルビア軍は撤退を余儀なくされる。ペータル1世は国民に避難するように呼びかける。避難する群衆の中でマリンコの行方を捜す母マクレナは偶然に出会ったペータル1世に手編みの靴下を預け、何とか息子に届けて欲しいと懇願する。ペータル1世はマクレナの願いを聞き入れ、マリンコの行方を捜すが、混乱の中で行方はようとして知れない。
一方、撤退中のマリンコとジオータ、モムチロは飢えと寒さの中で命の危機に瀕していた。倒れたモムチロを見捨てられないというマリンコに、ジオータは残り少ない自分の食料を渡して1人で先に進む。
マリンコと見られる兵士について報告を受けたペータル1世は、数人の部下を連れて、その場に赴く。しかし、既にマリンコは亡くなっていた。ところが、マリンコが最期まで守り抜いたモムチロは辛うじて生きていた。ペータル1世はモムチロを抱きしめる。
ペータル1世ら一行はようやく海に辿り着く。そこで、瀕死のジオータと出会ったペータル1世は彼にタバコを用意してやり、言葉を交わす。しかし、ジオータは国王とタバコを吸えたことに驚きと喜びを感じながら息絶える。
数多くの兵士たちの死を悼みながらペータル1世は停泊している軍艦に乗り込むためにボートで海に出る。モムチロは敬礼で国王を見送る。
アルバニアで苦難を強いられたものの、連合国は勝利する。しかし、セルビアは人口の3分の1にあたる130万人を失い、最も多くの犠牲を払った国となる。ペータル1世はマリンコ母子の記念碑を建てる資金を調達し、セルビアで最も愛された王として1921年8月16日に亡くなる。

## キャスト
- ペータル1世: ラザル・リストフスキー（セルビア語版）
- マリンコ: ミラン・コラク（セルビア語版） - 若いセルビア兵士。
- ジオータ: ラドヴァン・ヴヨヴィッチ（セルビア語版） - マリンコの友人となった中堅兵士。
- マクレナ: ダニカ・リストフスキー（セルビア語版） - マリンコの母親。息子の靴下を国王に託す。
- モムチロ・ガヴリッチ: イヴァン・ヴイッチ - 家族を敵兵に皆殺しにされた少年。

## テレビシリーズ
2019年には本国セルビアで、同じスタッフとキャストによる同タイトルのテレビシリーズ全11話が放映された。このテレビシリーズでは、ペータル1世が戴冠した1903年から、撤退したセルビア軍がギリシャのケルキラ島（コルフ島）に辿り着いた1916年までが描かれている。